# تروخيو
تروخيو هي ولاية في فنزويلا، عاصمتها تروخيو ، تبلغ مساحتها 7٬400 كيلومتر مربع.

## الموقع
تشترك في الحدود مع:
- زوليا
- ولاية باريناس
- ولاية بورتوغيزا
- لارا
- ولاية ماردة.

## أعلام
- كريستوفر ميندوزا